# Тимін-ДНК-глікозилаза
TDG (англ. Thymine DNA glycosylase) – білок, який кодується однойменним геном, розташованим у людей на короткому плечі 12-ї хромосоми. Довжина поліпептидного ланцюга білка становить 410 амінокислот, а молекулярна маса — 46 053.
| 10         |  | 20         |  | 30         |  | 40         |  | 50         |
| ---------- |  | ---------- |  | ---------- |  | ---------- |  | ---------- |
| MEAENAGSYS |  | LQQAQAFYTF |  | PFQQLMAEAP |  | NMAVVNEQQM |  | PEEVPAPAPA |
| QEPVQEAPKG |  | RKRKPRTTEP |  | KQPVEPKKPV |  | ESKKSGKSAK |  | SKEKQEKITD |
| TFKVKRKVDR |  | FNGVSEAELL |  | TKTLPDILTF |  | NLDIVIIGIN |  | PGLMAAYKGH |
| HYPGPGNHFW |  | KCLFMSGLSE |  | VQLNHMDDHT |  | LPGKYGIGFT |  | NMVERTTPGS |
| KDLSSKEFRE |  | GGRILVQKLQ |  | KYQPRIAVFN |  | GKCIYEIFSK |  | EVFGVKVKNL |
| EFGLQPHKIP |  | DTETLCYVMP |  | SSSARCAQFP |  | RAQDKVHYYI |  | KLKDLRDQLK |
| GIERNMDVQE |  | VQYTFDLQLA |  | QEDAKKMAVK |  | EEKYDPGYEA |  | AYGGAYGENP |
| CSSEPCGFSS |  | NGLIESVELR |  | GESAFSGIPN |  | GQWMTQSFTD |  | QIPSFSNHCG |
| TQEQEEESHA |  |            |  |            |  |            |  |            |

A: Аланін

C: Цистеїн

D: Аспарагінова кислота

E: Глутамінова кислота

F: Фенілаланін

G: Гліцин

H: Гістидин

I: Ізолейцин

K: Лізин

L: Лейцин

M: Метіонін

N: Аспарагін

P: Пролін

Q: Глутамін

R: Аргінін

S: Серин

T: Треонін

V: Валін

W: Триптофан

Кодований геном білок за функціями належить до гідролаз, активаторів, регуляторів хроматину. 
Задіяний у таких біологічних процесах, як транскрипція, регуляція транскрипції, пошкодження ДНК, репарація ДНК. 
Локалізований у ядрі.